# Sejm bociani
Sejm bociani – obraz olejny namalowany w 1879 przez polskiego malarza Władysława Maleckiego znajdujący się w zbiorach Muzeum Narodowego w Krakowie. Płótno należy do najwspanialszych dzieł Maleckiego.

## Opis obrazu
Obraz w konwencji pejzażu nastrojowego przedstawia pogrążony w półmroku, leśno-bagienny polski krajobraz. Na horyzoncie błyszczy słoneczna tarcza rzucając blask na taflę wody. Pomiędzy trzema ogromnymi wierzbami widnieje stado harmonijnie wpisujących się w krajobraz bocianów białych. Unifikację wszystkich elementów kompozycji dają wieczorna sceneria oraz sprowadzona do jednego, dominującego tonu gama barwna. Bociany ukazane w naturalnym dla siebie środowisku symbolizują odwieczne prawa natury oraz powtarzalny rytm kolejnych pór roku.